# Liste der Kulturgüter in Basel/Kleinbasel
Die Liste der Kulturgüter in Basel/Kleinbasel enthält alle Objekte in Kleinbasel in der Stadt Basel im Kanton Basel-Stadt, die gemäss der Haager Konvention zum Schutz von Kulturgut bei bewaffneten Konflikten, dem Bundesgesetz vom 20. Juni 2014 über den Schutz der Kulturgüter bei bewaffneten Konflikten sowie der Verordnung vom 29. Oktober 2014 über den Schutz der Kulturgüter bei bewaffneten Konflikten unter Schutz stehen.
Diese Liste umfasst die Quartiere Altstadt Kleinbasel, Clara, Hirzbrunnen, Kleinhüningen, Klybeck, Matthäus, Rosental und Wettstein. Objekte der Kategorien A und B sind vollständig in der Liste enthalten, Objekte der Kategorie C fehlen zurzeit (Stand: 13. Oktober 2021).

## Kulturgüter
| Foto | | Objekt                                                                                            | Kat. | Typ | Standort | Beschreibung |
| ---- | --- | ------------------------------------------------------------------------------------------------- | ---- | --- | --- | --- |
| ja   | Datei hochladen · Wikidata zu Basel Badischer Bahnhof (Q666725)                                                              | Badischer Bahnhof mit Brunnen KGS-Nr.: 01555                                                      | A    | G   | Schwarzwaldallee 200 612664 / 268526                                                                           | |
| ja   | Datei hochladen · Wikidata zu Kartause St. Margarethental, Basel, Schweiz (Q17038080)                                        | Ehemalige Kartause St. Margarethental KGS-Nr.: 01566                                              | A    | G   | Theodorskirchplatz 7 611881 / 267518                                                                           | Ensemble bestehend aus Klosterkirche, Konvent, grossem und kleinem Kreuzgang, Kapitelstube, Sakristei, Scheerhaus, Waisenhaus, Grossem und Langem Haus, Wirtschaftsbauten und Caritas-Brunnen |
| ja   | Datei hochladen · Wikidata zu Kaserne Basel (Q1726074)                                                                       | Ehemalige Klingental-Kaserne mit Klingentalkirche KGS-Nr.: 01585                                  | A    | G   | Kasernenstrasse 23 611329 / 268020                                                                             | |
| ja   | Datei hochladen · Wikidata zu Theodorskirche (Basel) (Q9319105)                                                              | Theodorskirche KGS-Nr.: 01601                                                                     | A    | G   | Theodorskirchplatz 5 611950 / 267576                                                                           | |
| ja   | Datei hochladen · Wikidata zu Sandgrube (Q17038198)                                                                          | Sandgrube KGS-Nr.: 01607                                                                          | A    | G   | Riehenstrasse 154 612597 / 268237                                                                              | |
| ja   | Datei hochladen · Wikidata zu Hattstätterhof (Q29683487)                                                                     | Hattstätterhof KGS-Nr.: 01693                                                                     | A    | G   | Lindenberg 12 611755 / 267568                                                                                  | |
| ja   | Datei hochladen · Wikidata zu St. Clara (Basel) (Q1095280)                                                                   | St.-Clara-Kirche KGS-Nr.: 01751                                                                   | A    | G   | Claraplatz 6 611711 / 267895                                                                                   | |
| ja   | Datei hochladen · Wikidata zu Matthäuskirche (Basel) (Q1910573)                                                              | Matthäuskirche KGS-Nr.: 01789                                                                     | A    | G   | Feldbergstrasse 81 611624 / 268487                                                                             | |
| ja   | Datei hochladen · Wikidata zu Museum Tinguely (Q180904)                                                                      | Museum Tinguely KGS-Nr.: 08531                                                                    | A    | S   | Paul Sacher-Anlage 2 613065 / 267613                                                                           | |
| ja   | Datei hochladen · Wikidata zu Historisches Archiv Roche (Q19362812)                                                          | Historisches Archiv und Sammlung Roche KGS-Nr.: 08803                                             | A    | S   | Grenzacherstrasse 183 612566 / 267635                                                                          | |
| BW   | Datei hochladen · Wikidata zu Industrieanlage Hoffmann-La Roche (Q19362816)                                                  | Industrieanlage Hoffmann-La Roche KGS-Nr.: 09283                                                  | A    | G   | Grenzacherstrasse 124 612591 / 267638                                                                          | |
| ja   | Datei hochladen · Wikidata zu Museum Kleines Klingental (Q1397203)                                                           | Museum Klingental KGS-Nr.: 09377                                                                  | A    | S   | Unterer Rheinweg 26 611307 / 268053                                                                            | |
| ja   | Datei hochladen · Wikidata zu Rundhofgebäude der Schweizerischen Mustermesse (Q19362829)                                     | Rundhofgebäude der Schweizerischen Mustermesse KGS-Nr.: 09812                                     | A    | G   | Messeplatz 9 612259 / 268217                                                                                   | |
| BW   | Datei hochladen · Wikidata zu Kleines Klingental (Q19362818)                                                                 | Kleines Klingental KGS-Nr.: 11756                                                                 | A    | G   | Unterer Rheinweg 17a–27 611367 / 267937                                                                        | |
| BW   | Datei hochladen | St. Theodor im Rosental, neuzeitlicher Friedhof KGS-Nr.: 16332                                    | A    | F   | Mattenstrasse 612347 / 268225                                                                                  | |
| BW   | Datei hochladen | Archiv der Kantonalen Denkmalpflege Basel-Stadt KGS-Nr.: 16732                                    | A    | S   | Unterer Rheinweg 26 611364 / 267935                                                                            | |
| BW   | Datei hochladen · Wikidata zu Alamannisches Gräberfeld, Gotterbarmweg (Q29682316)                                            | Alamannisches Gräberfeld, Gotterbarmweg KGS-Nr.: 01549                                            | B    | F   | Schwarzwaldallee 613001 / 267800                                                                               | |
| BW   | Datei hochladen · Wikidata zu Alamannisches Gräberfeld, Kleinhüningen (Q29682332)                                            | Alamannisches Gräberfeld, Kleinhüningen KGS-Nr.: 01550                                            | B    | F   | Kleinhüningen 611701 / 270450                                                                                  | |
| ja   | Datei hochladen · Wikidata zu Café Spitz (Q1025666)                                                                          | Café Spitz (Merianflügel) KGS-Nr.: 01562                                                          | B    | G   | Greifengasse 2 611487 / 267781                                                                                 | |
| ja   | Datei hochladen · Wikidata zu Beichtigerhaus (Q23542494)                                                                     | Beichtigerhaus KGS-Nr.: 01646                                                                     | B    | G   | Klingental 15 611403 / 267908                                                                                  | |
| ja   | Datei hochladen · Wikidata zu Bläsischulhaus (1883) (Q20614452)                                                              | Bläsischulhaus (1883) KGS-Nr.: 01648                                                              | B    | G   | Müllheimerstrasse 94 611579 / 268619                                                                           | |
| ja   | Datei hochladen · Wikidata zu Claraschulhaus (1874) (Q29682606)                                                              | Claraschulhaus (1874) KGS-Nr.: 01654                                                              | B    | G   | Claragraben 59 611761 / 267873                                                                                 | |
| ja   | Datei hochladen · Wikidata zu Dreiteiliges Wohnhaus (Q29682657)                                                              | Dreiteiliges Wohnhaus KGS-Nr.: 01656                                                              | B    | G   | Burgweg 8–12 612208 / 267520                                                                                   | |
| ja   | Datei hochladen · Wikidata zu Ehemalige Abdankungskapelle (Q29682686)                                                        | Ehemalige Abdankungskapelle (Rosentalkapelle) KGS-Nr.: 01657                                      | B    | G   | Rosentalstrasse 10 612380 / 268147                                                                             | |
| ja   | Datei hochladen · Wikidata zu Einfamilienhaus Calini (Q20614758)                                                             | Einfamilienhaus Calini KGS-Nr.: 01663                                                             | B    | G   | Wettsteinallee 42 612231 / 267746                                                                              | |
| ja   | Datei hochladen · Wikidata zu Siloturm Basel (Q2286358)                                                                      | Getreidesilo (1924, Bernoulli) KGS-Nr.: 01685                                                     | B    | G   | Hafenstrasse 7 611389 / 270318                                                                                 | |
| ja   | Datei hochladen · Wikidata zu Hauptgebäude der Schweizerischen Mustermesse (Q29683506)                                       | Hauptgebäude der Schweizerischen Mustermesse KGS-Nr.: 01694                                       | B    | G   | Messeplatz 1, 2, 3, 5 612070 / 268312                                                                          | |
| ja   | Datei hochladen · Wikidata zu Haus Speiser-Hauser (Q29683539)                                                                | Haus Speiser-Hauser KGS-Nr.: 01696                                                                | B    | G   | Rebgasse 19 611764 / 267750                                                                                    | |
| ja   | Datei hochladen · Wikidata zu Haus zum Jagberg (Q29683686)                                                                   | Haus zum Jagberg KGS-Nr.: 01705                                                                   | B    | G   | Webergasse 27 611510 / 267965                                                                                  | |
| ja   | Datei hochladen · Wikidata zu Haus zum Lamm (Altersheim) (Q29683734)                                                         | Haus zum Lamm (Altersheim) KGS-Nr.: 01708                                                         | B    | G   | Rebgasse 16 611687 / 267803                                                                                    | |
| ja   | Datei hochladen · Wikidata zu Haus zum Silberberg (Q20615507)                                                                | Haus zum Silberberg KGS-Nr.: 01718                                                                | B    | G   | Utengasse 11 611687 / 267803                                                                                   | |
| ja   | Datei hochladen · Wikidata zu Haus zur alten Trotte (Q29683966)                                                              | Haus zur alten Trotte KGS-Nr.: 01724                                                              | B    | G   | Rebgasse 38 611788 / 267692                                                                                    | |
| ja   | Datei hochladen · Wikidata zu Häusergeviert R. Linder (1888–89) (Q29684210)                                                  | Häusergeviert R. Linder (1888–89) KGS-Nr.: 01734                                                  | B    | G   | Wettsteinallee 2–10 / Wettsteinplatz 10–11 / Grenzacherstrasse 1–13 / Rheinfelderstrasse 32–42 612101 / 267620 | |
| ja   | Datei hochladen · Wikidata zu Häuserzeile (1895/96) (Q29684227)                                                              | Häuserzeile (1895/96) KGS-Nr.: 01735                                                              | B    | G   | Grenzacherstrasse 30–34 612198 / 267573                                                                        | |
| ja   | Datei hochladen · Wikidata zu Inselschulhaus (1906–08, T. Hünerwadel) (Q29684341)                                            | Inselschulhaus (1906–08, T. Hünerwadel) KGS-Nr.: 01746                                            | B    | G   | Inselstrasse 41, 45 611258 / 269680                                                                            | |
| ja   | Datei hochladen · Wikidata zu St. Joseph (Q1708435)                                                                          | Kirche St. Joseph KGS-Nr.: 01752                                                                  | B    | G   | Amerbachstrasse 1 611440 / 268773                                                                              | |
| ja   | Datei hochladen · Wikidata zu Landhaus zum Rosengarten (um 1855, C. Riggenbach) (Q29684551)                                  | Landhaus zum Rosengarten (um 1855, C. Riggenbach) KGS-Nr.: 01759                                  | B    | G   | Grenzacherstrasse 106 612456 / 267562                                                                          | |
| ja   | Datei hochladen · Wikidata zu Neue Gewerbeschule (1956) (Q29684701)                                                          | Neue Gewerbeschule (1956) KGS-Nr.: 01772                                                          | B    | G   | Vogelsangstrasse 15 612519 / 268138                                                                            | |
| ja   | Datei hochladen · Wikidata zu Pfarrhaus Kleinhüningen (Q29684782)                                                            | Pfarrhaus Kleinhüningen KGS-Nr.: 01780                                                            | B    | G   | Dorfstrasse 19 611577 / 270228                                                                                 | |
| ja   | Datei hochladen · Wikidata zu Dorfkirche Kleinhüningen (Q1244424)                                                            | Dorfkirche Kleinhüningen KGS-Nr.: 01786                                                           | B    | G   | Dorfstrasse 39 611574 / 270368                                                                                 | |
| ja   | Datei hochladen · Wikidata zu Reformiertes Pfarrhaus (Q29684980)                                                             | Pfarrhaus KGS-Nr.: 01795                                                                          | B    | G   | Rebgasse 30 611744 / 267722                                                                                    | |
| ja   | Datei hochladen · Wikidata zu Rebhausbrunnen (Q29684883)                                                                     | Rebhausbrunnen KGS-Nr.: 01798                                                                     | B    | K   | Riehentorstrasse 611891 / 267676                                                                               | |
| ja   | Datei hochladen · Wikidata zu Restaurant Efringerhof (1901) (Q29685149)                                                      | Restaurant Efringerhof (1901) KGS-Nr.: 01805                                                      | B    | G   | Efringerstrasse 1 611871 / 268531                                                                              | |
| ja   | Datei hochladen · Wikidata zu Restaurant Warteck (mit Innerem) (Q29685166)                                                   | Restaurant Warteck (mit Innerem) KGS-Nr.: 01806                                                   | B    | G   | Grenzacherstrasse 60 612240 / 267568                                                                           | |
| ja   | Datei hochladen · Wikidata zu Restaurant zum Erasmus (Q29685183)                                                             | Restaurant zum Erasmus KGS-Nr.: 01807                                                             | B    | G   | Breisacherstrasse 38 611344 / 268337                                                                           | |
| ja   | Datei hochladen · Wikidata zu Theobald-Baerwart-Schulhaus (Q29685417)                                                        | Schulhaus am Rhein (1899–1902, G. und U. Kelterborn) KGS-Nr.: 01823                               | B    | G   | Unterer Rheinweg 160 611148 / 268771                                                                           | |
| ja   | Datei hochladen · Wikidata zu Schulhaus Dreirosen (Q29685432)                                                                | Schulhaus Dreirosen KGS-Nr.: 01824                                                                | B    | G   | Breisacherstrasse 134 611311 / 268797                                                                          | |
| ja   | Datei hochladen · Wikidata zu Helvetia auf der Reise (Q18938811)                                                             | Solitude KGS-Nr.: 01829                                                                           | B    | G   | Grenzacherstrasse 206 612953 / 267560                                                                          | |
| ja   | Datei hochladen · Wikidata zu Helvetia auf der Reise (Q18938811)                                                             | Standbild Helvetia (1980, Eichin) KGS-Nr.: 01839                                                  | B    | K   | Mittlere Brücke 611430 / 267805                                                                                | |
| ja   | Datei hochladen · Wikidata zu Theodorsschulhaus (Q29685737)                                                                  | Theodorsschulhaus KGS-Nr.: 01843                                                                  | B    | G   | Theodorskirchplatz 3 611935 / 267601                                                                           | |
| ja   | Datei hochladen · Wikidata zu Tramdepot am Wiesenplatz (Q29685753)                                                           | Tramdepot am Wiesenplatz (1907, C. Leisinger) KGS-Nr.: 01844                                      | B    | G   | Wiesenplatz 7 611566 / 269717                                                                                  | |
| ja   | Datei hochladen · Wikidata zu Villa (Moser) (Q29685969)                                                                      | Villa (Moser) KGS-Nr.: 01856                                                                      | B    | G   | Schaffhauser Rheinweg 55 612245 / 267407                                                                       | |
| ja   | Datei hochladen · Wikidata zu Villa Hirzbrunnen (Q29686025)                                                                  | Villa Hirzbrunnen (1861, O. Schönberger) KGS-Nr.: 01860                                           | B    | G   | Hirzbrunnenstrasse 58 613230 / 268376                                                                          | |
| ja   | Datei hochladen · Wikidata zu Wettsteinbrunnen (Q29686146)                                                                   | Wettsteinbrunnen KGS-Nr.: 01868                                                                   | B    | K   | Theodorskirchplatz / Wettsteinbrücke 611961 / 267544                                                           | |
| ja   | Datei hochladen · Wikidata zu Wettsteinhäuschen (Q20617580)                                                                  | Wettsteinhäuschen KGS-Nr.: 01869                                                                  | B    | G   | Claragraben 38 611913 / 267767                                                                                 | |
| ja   | Datei hochladen · Wikidata zu Einfamilienhaus Erlacher, Widmer (Q29682800)                                                   | Einfamilienhaus Erlacher, Widmer KGS-Nr.: 12761                                                   | B    | G   | Wettsteinallee 40 612233 / 267717                                                                              | |
| BW   | Datei hochladen · Wikidata zu Früh-Latène-Grab (Q29683029)                                                                   | Früh-Latène-Grab KGS-Nr.: 13386                                                                   | B    | F   | Grenzacherstrasse 612791 / 267675                                                                              | |
| BW   | Datei hochladen · Wikidata zu Früh-Latène-Gräber (Q29683046)                                                                 | Früh-Latène-Gräber KGS-Nr.: 13387                                                                 | B    | F   | Grenzacherstrasse 133 614067 / 268293                                                                          | |
| BW   | Datei hochladen · Wikidata zu Frühmittelalterliches Grab (Q29683111)                                                         | Frühmittelalterliches Grab KGS-Nr.: 13390                                                         | B    | F   | Burgweg 7 612237 / 267519                                                                                      | |
| BW   | Datei hochladen · Wikidata zu Frühmittelalterliches Plattengrab (Q29683223)                                                  | Frühmittelalterliches Plattengrab KGS-Nr.: 13404                                                  | B    | F   | Grenzacherstrasse 206 613127 / 267700                                                                          | |
| BW   | Datei hochladen · Wikidata zu Frühmittelalterlicher Friedhof (Plattengräber) (Q29683092)                                     | Frühmittelalterlicher Friedhof (Plattengräber) KGS-Nr.: 13405                                     | B    | F   | Granzacherstrasse 612901 / 267680                                                                              | |
| BW   | Datei hochladen · Wikidata zu Galgen / Richtstätte (Q29683321)                                                               | Galgen / Richtstätte KGS-Nr.: 13414                                                               | B    | F   | Neuhausstrasse 90 612071 / 269970                                                                              | |
| BW   | Datei hochladen · Wikidata zu Holzfunde (Schwemmhölzer) im Rheinschotter, ca. 1600 BC (Q29684308)                            | Holzfunde (Schwemmhölzer) im Rheinschotter, ca. 1600 BC KGS-Nr.: 13415                            | B    | F   | Neuhausstrasse 31 611840 / 270376                                                                              | |
| BW   | Datei hochladen · Wikidata zu Klybeck-Weiherhaus (abgebrochen) (Q29684532)                                                   | Klybeck-Weiherhaus (abgebrochen) KGS-Nr.: 13416                                                   | B    | F   | Klybeckstrasse 248 611280 / 269524                                                                             | |
| BW   | Datei hochladen | Mittel- oder Spätlatène-Grab; moderner Friedhof KGS-Nr.: 13417                                    | B    | F   | Horburgpark (ehemaliger Friedhof) 611671 / 269160                                                              | |
| BW   | Datei hochladen · Wikidata zu Spätlatènezeitliche/augusteische Fundstelle vis à vis der Siedlung Basel-Gasfabrik (Q29685561) | Spätlatènezeitliche/augusteische Fundstelle vis-à-vis der Siedlung Basel-Gasfabrik KGS-Nr.: 13421 | B    | F   | Klybeckstrasse 141 611284 / 269008                                                                             | |
| BW   | Datei hochladen · Wikidata zu Moderner Friedhof (1882 - 1932) (Q29684652)                                                    | Moderner Friedhof (1882–1932) KGS-Nr.: 13426                                                      | B    | F   | Hiltalingerstrasse 71 611570 / 270898                                                                          | |
| ja   | Datei hochladen · Wikidata zu Hafenmuseum Basel (Q1806119)                                                                   | Verkehrsdrehscheibe Schweiz (Sammlung) KGS-Nr.: 17121                                             | B    | S   | Westquaistrasse 2 612415 / 267084                                                                              | |